# Herb gminy Łaskarzew
Herb gminy Łaskarzew – jeden z symboli gminy Łaskarzew, ustanowiony 1 lutego 2013.

## Wygląd i symbolika
Herb przedstawia na tarczy w polu błękitnym trzy złote kłosy zboża (nawiązanie do rolnictwa gminy), a pod nimi skrzyżowane: złoty klucz i srebrno-złoty miecz (władza królewska i kościelna). 